# Joseph Theodor Müller

Joseph Theodor Müller (1907)

Joseph Theodor Müller (* 14. Mai 1854 in Niesky; † 6. August 1946 in Ebersdorf / Thüringen) war ein Theologe der Evangelischen Brüder-Unität, Archivar im Unitätsarchiv in Herrnhut und Kirchenhistoriker.

## Leben
Müller wuchs in Niesky auf, dort war sein Vater, Franz Heinrich Müller (1815–1894), Direktor des Pädagogiums der Brüder-Unität. Diese Bildungsanstalt besuchte er 1867 bis 1873, anschließend studierte er Theologie am Theologischen Seminar der Brüderunität in Gnadenfeld / Oberschlesien.
Nach einer Anstellung als Lehrer an der Knabenanstalt in Neuwied (1876–1879) und anschließend am Pädagogium in Niesky (1879–1883) hielt sich Müller in den Jahren 1883 und 1884 in Prag auf, um dort die Tschechische Sprache und die Geschichte Böhmens zu studieren. Anlass dazu war der Beschluss der Generalsynode der Brüder-Unität 1879, nach dem ein geeigneter Theologe gefunden werden sollte, der sich, nach einer entsprechenden Ausbildung, mit der Erforschung der Geschichte der Wurzeln der Brüderunität, also der Böhmischen Brüder, beschäftigen sollte. Müllers Aufenthalt in Prag bestimmte die Richtung seiner weiteren wissenschaftlichen Laufbahn.
Nach seiner Ordination im Jahre 1884 und einer Anstellung in Herrnhut wurde er 1886 für weitere wissenschaftliche Forschungen vom gemeindlichen Dienst freigestellt und begann die Übersetzung der dreizehnbändigen Acta Unitatis Fratrum (Lissaer Folianten) ins Deutsche. 1888 heiratete er Anna Theodore Geller (1865–1940).
1894 erfolgte dann die Berufung auf eine Dozentur am Theologischen Seminar der Brüdergemeine. Dort unterrichtete er Kirchengeschichte, speziell auch die Geschichte der Brüder-Unität und auch Praktische Theologie.
Schon 1899 kehrte Müller in den Pfarrdienst zurück und arbeitete als Gehilfe des Predigers in der Gemeinde der Herrnhuter Brüdergemeine in Ebersdorf / Thüringen, wo er sich aber auch wieder intensiv der Geschichtsforschung widmete und die Übersetzungsarbeiten an den Acta Unitatis Fratrum abschloss.
1904 wurde Müller die Ehrendoktorwürde der Theologischen Fakultät der Universität Tübingen verliehen.
1905 wurde er zum Ersten Archivar am Universitätsarchiv in Herrnhut berufen und übte diese Funktion bis zu seinem Eintritt in den Ruhestand 1922 aus. Im Zusammenhang mit dieser Arbeit gab er von 1907 bis 1920 die Zeitschrift für Brüdergeschichte heraus, in der er zahlreiche Aufsätze und Quellen veröffentlichte.
Noch im Ruhestand unternahm Müller zahlreiche Reisen, um in den Bibliotheken Nord- und Osteuropas nach Quellen für seine Forschungen zu suchen. Es folgten zahlreiche Ehrungen: 1923 die Ehrenmitgliedschaft in der Oberlausitzischen Gesellschaft der Wissenschaften (Mitglied seit 1905), 1932 die Ernennung zum auswärtigen Mitglied der Königlich Böhmischen Gesellschaft der Wissenschaften, 1934 die Ehrendoktorwürde der Evangelisch-Theologischen Hus-Fakultät in Prag.
Nachdem er in seinem 90. Lebensjahr sein Augenlicht so weit eingebüßt hatte, dass er nicht mehr selbst schreiben und lesen und damit seinen weiterhin zahlreichen wissenschaftlichen Arbeiten nicht mehr nachgehen konnte, wurde er im Februar 1945 zusammen mit dem Krankenhaus und dem Altenheim, in dem er seit 1939 gelebt hatte, von Niesky aus in viertägiger Bahnfahrt nach Ebersdorf / Thüringen evakuiert. Dort starb Joseph Theodor Müller am 6. August 1946 und wurde auf dem Gottesacker der Brüdergemeine beigesetzt.

## Werke
Der schriftliche, wissenschaftliche Nachlass befindet sich im Unitätsarchiv in Herrnhut (Signatur: NMJT), unter den zahlreichen Exzerpten, Abschriften und Übersetzungen, die meist Vorarbeiten für die dreibändige Geschichte der Böhmischen Brüder darstellen, ist auch die Übersetzung der Acta Unitatis Fratrum (7 Bände Manuskript / Typoskript).

### Veröffentlichungen
- Die Deutschen Katechismen der Böhmischen Brüder. Kritische Textausgabe mit kirchen- und dogmengeschichtlichen Untersuchungen und einer Abhandlung über das Schulwesen der böhmischen Brüder, Berlin 1887.
- Das Bischoftum der Brüder-Unität. Eine geschichtliche Untersuchung, Herrnhut 1889.
- Zinzendorf als Erneuerer der alten Brüderkirche, Leipzig 1900.
- Entstehung und Entwicklung der brüderischen Kirchenlitanei. In: Monatsschrift für Gottesdienst und kirchliche Kunst. 5, 1902, S. 152–158.
- Die Singstunde der Brüdergemeine. In: Monatsschrift für Gottesdienst und kirchliche Kunst. 6, 1903, S. 197–202; 7, 1903, S. 230–232.
- Hymnologisches Handbuch zum Gesangbuch der Brüdergemeine, Herrnhut/Gnadau 1916.
- Geschichte der Böhmischen Brüder. I. Band: 1400–1528, Herrnhut 1922, II. Band: 1528–1576, Herrnhut 1931, III. Band: Die polnische Unität 1548–1793. Die böhmisch-mährische Unität 1575–1781, Herrnhut 1931.

| Personendaten    | Personendaten                                                                                                   |
| ---------------- | --- |
| NAME             | Müller, Joseph Theodor                                                                                          |
| KURZBESCHREIBUNG | deutscher Theologe der Evangelischen Brüder-Unität, Archivar im Unitätsarchiv in Herrnhut und Kirchenhistoriker |
| GEBURTSDATUM     | 14. Mai 1854 |
| GEBURTSORT       | Niesky |
| STERBEDATUM      | 6. August 1946                                                                                                  |
| STERBEORT        | Ebersdorf / Thüringen                                                                                           |